# Río Piloto
El río Piloto (en inglés: ?) es un río que conforma el principal afluente del río Blackburn, ubicado en el norte de la isla Gran Malvina, en las islas Malvinas. Corre de sur a norte entre su nacimiento entre los montes Beaufort e Independencia y desemboca en el río ya mencionado que a su vez desemboca en la bahía San Francisco de Paula.